# Municipalità di Cleve
La municipalità di Cleve (District Council of Cleve) è una Local Government Area che si trova in Australia Meridionale. Essa si estende su una superficie di 4.506,7 chilometri quadrati e ha una popolazione di 1.908 abitanti. La sede del consiglio si trova a Cleve.
La municipalità occupa la porzione costiera centro-orientale della penisola di Eyre, affacciandosi sul golfo di Spencer e comprendendo una porzione dell'entroterra.

## Storia
La municipalità deriva direttamente dalla preesistente contea di Jervois, incorporata nella municipalità di Franklin Harbour al momento della sua istituzione nel 1880 e resa nuovamente indipendente nel 1911 col nome attuale.

## Località
La municipalità comprende una serie di insediamenti rurali nell'entroterra e un singolo paesello costiero, di seguito indicati in ordine alfabetico:
- Arno Bay
- Boonerdo
- Campoona
- Cleve
- Darke Peak
- Jamieson
- Kielpa
- Mangalo
- Murlong
- Rudall
- Verran
- Wharminda

Fanno inoltre amministrativamente parte della municipalità porzioni della località di Waddikee e delle aree protette di Hinks ed Hambidge.

## Cronologia dei sindaci
- Francis Joseph Brooks (1933–1936)[4]
- Edwin Mathew Mitchell (1936–1947)[4]
- William Henry Pearce (1947–1956)[4]
- Otto Keith Fauser (1956–1959)[4]
- Thomas David Rodda (1959–1960)[4]
- Joseph William Rehn (1961–1964)[4]
- David William Wake (1964)[4]
- George Arthur Potter (1965)[4]
- Thomas David Rodda (1966–1972)[4]
- Royce Alfred Pearce (1972)[4]
- Robert Marshall Burton (1973–1985)[4]
- Dean Horace Turnbull (1985–?)[4]